# Wasteland (Film)
Wasteland (englisch für Ödland, Wüste) ist ein US-amerikanischer Spielfilm-Porno des Regisseurs Graham Travis aus dem Jahr 2012. Der Film gehört zu den im Jahr 2013 am meisten mit Preisen ausgezeichneten Pornofilmen, u. a. wurde er mit einem AVN Award und einem XBIZ Award als „Movie of the Year“ ausgezeichnet.

## Handlung
Um einem bedrückenden Alltag zu entfliehen, besucht Anna ihre frühere Schulfreundin Jacky in Los Angeles. Sie sind Anfang 20, waren in der Schule beste Freundinnen, haben sich aber seit fünf Jahren nicht mehr gesehen. Beide verachten ihre gemeinsame Heimatstadt Tucson in Arizona, aber nur die extrovertierte Jacky hat den Absprung geschafft. Die eher zurückhaltende Anna, die als Kind ihre Eltern bei einem Hausbrand verlor, hat nie ihre Großmutter verlassen wollen, die jetzt schwer an Krebs erkrankt ist.
Anna und Jacky verbringen einen Nachmittag und die folgende Nacht zusammen, reden, trinken, spielen Go Fish, gehen essen und schwimmen und ziehen um die Häuser. Es gibt Momente großer Nähe, aber auch Streit und Enttäuschung. Sie ziehen Bilanz ihrer Freundschaft, die an einem Scheideweg angekommen scheint. Anna stellt fest, dass sich Jacky in der Zwischenzeit in der Großstadt weiterentwickelt hat. Sie ist launisch und bestimmend, Luxus scheint ihr sehr wichtig und sie ist ihm zuliebe zu vielem bereit. Auch Anna entdeckt dunkle Seiten an sich. Die erneuerte Freundschaft der beiden erweist sich als eine emotionale, intime und sexuell abenteuerliche Liebesbeziehung. Am nächsten Morgen, Jacky schläft noch, erhält Anna einen Anruf aus Tucson. Sie reist ab, ohne Jacky nach der anstrengenden Nacht noch einmal gesprochen zu haben.

## Wissenswertes
- Die DVD-Veröffentlichung des Films wurde in zwei DVDs konzipiert, um verschiedene Zielgruppen anzusprechen: Die Spielfilmversion betont Handlung und Charaktere, und enthält daher deutlich gestraffte Sex-Szenen.
- Die Softcore-Fassung des Films wurde auf dem Los Angeles International Underground Film Festival gezeigt.
- Der Soundtrack enthält unter anderem folgende Titel:
  - Alex Rich – Sometime, Somewhere
  - Erlisha Tamplin – Hear Me Out
  - Jeff Woodell – Pictures of Nothing
  - Jeff Woodell – Shining, Burning

## Auszeichnungen (Auswahl)
Erotic Lounge Award 2012
- Bester Spielfilm

AVN Award 2013
- Best Director - Feature (Graham Travis)
- Best Screenplay (Graham Travis)
- Best Actress (Lily Carter)
- Best Cinematography
- Best Editing (Graham Travis)
- Best Drama
- Movie of the Year

Los Angeles International Underground Film Festival Award 2013
- Best Narrative Feature
- Best Actress (Lily Carter)

XBIZ Award 2013
- Best Feature Movie of the Year
- Best Director of the Year
- Best Actress - Feature Movie (Lily Carter & Lily LaBeau)
- Best Scene - Feature Movie